# Federación Nacional de Cafeteros de Colombia
La Federación Nacional de Cafeteros de Colombia (FNC) es una organización no gubernamental que juega un papel fundamental en la promoción del cultivo del café de Colombia y su acceso a los mercados internacionales, con el objetivo de garantizar el bienestar de los caficultores del país. Es una entidad sin fines de lucro ni afiliación política que se dedica exclusivamente a servir a los intereses de la comunidad cafetera colombiana. Fue fundada el 27 de junio de 1927 por los caficultores colombianos con el propósito de crear una institución que los representara nacional e internacionalmente, garantizando su bienestar y mejorando su calidad de vida.
La Federación administra el Fondo Nacional del Café (FoNC), un fondo parafiscal que financia programas de apoyo a los caficultores, incluyendo la compra de cosechas, investigación, asistencia técnica y promoción del café colombiano en el exterior. También coordina y supervisa el funcionamiento de las Cooperativas de Caficultores, que actúan como intermediarias en la comercialización del grano y en la provisión de insumos y servicios para los productores. En 2002 creó las tiendas Juan Valdez Café, una marca creada en honor al icónico personaje.
La FNC está organizada en Comités Departamentales e Inspecciones Cafeteras, que representan a los caficultores en cada región del país. Algunos de estos comités administran sus propios negocios, como los Almacenes de Provisión Agrícolas y centros de acopio, adaptándose a las necesidades específicas de los caficultores en cada departamento donde operan. También administra varias empresas clave para fortalecer la caficultura del país, entre ellas se destacan Buencafé, una de las principales productoras de café liofilizado del mundo; Almacafé, que ofrece logística y almacenamiento; y Cenicafé, su centro de investigación científica; Procafecol, la empresa detrás de la marca Juan Valdez Café; y Cafecert, encargada de la certificación del café colombiano. Además, opera la Fundación Manuel Mejía, enfocada en la educación de caficultores.

## Historia

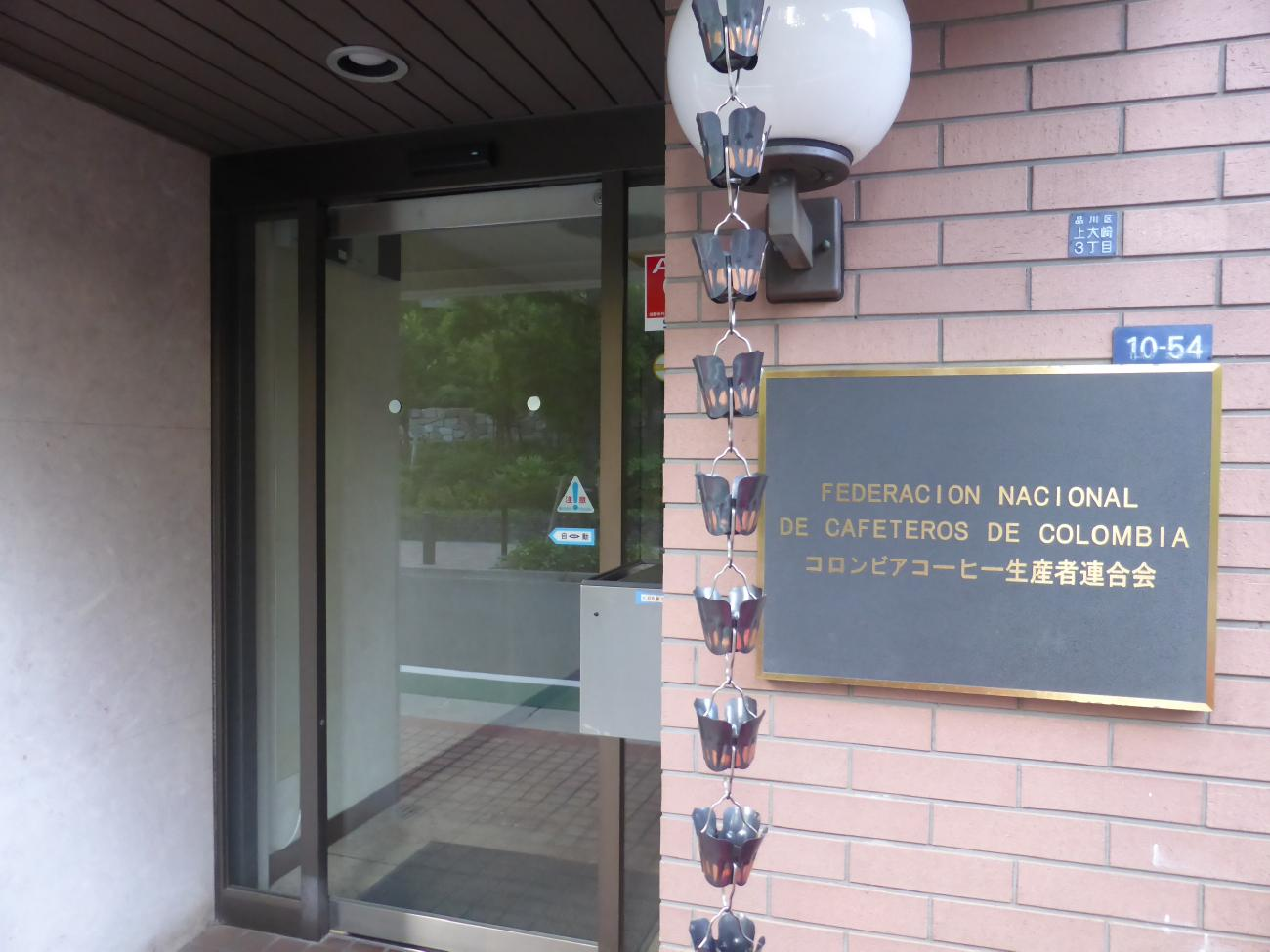
Oficina de la Federación Nacional de Cafeteros de Colombia, en la embajada colombiana en Tokio, Japón.

Ante el avance positivo del crecimiento del café en Colombia, un importante grupo de cultivadores de café, dedicado a la exportación del café, organizó una asociación para regular el mercado. Por lo tanto, en 1904, fue establecida la Sociedad de Productores de Café. Aunque tenían buenas intenciones, no podían regular la industria y el mercado. Las condiciones globales eran complicadas debido a la sobreproducción, la volatilidad de los precios y los acontecimientos de la Primera Guerra Mundial. La industria del café en la nación estaba evolucionando y productores, comerciantes y exportadores no estaban de acuerdo con las políticas y reglamentaciones, e intentaban organizar y consolidar estas.

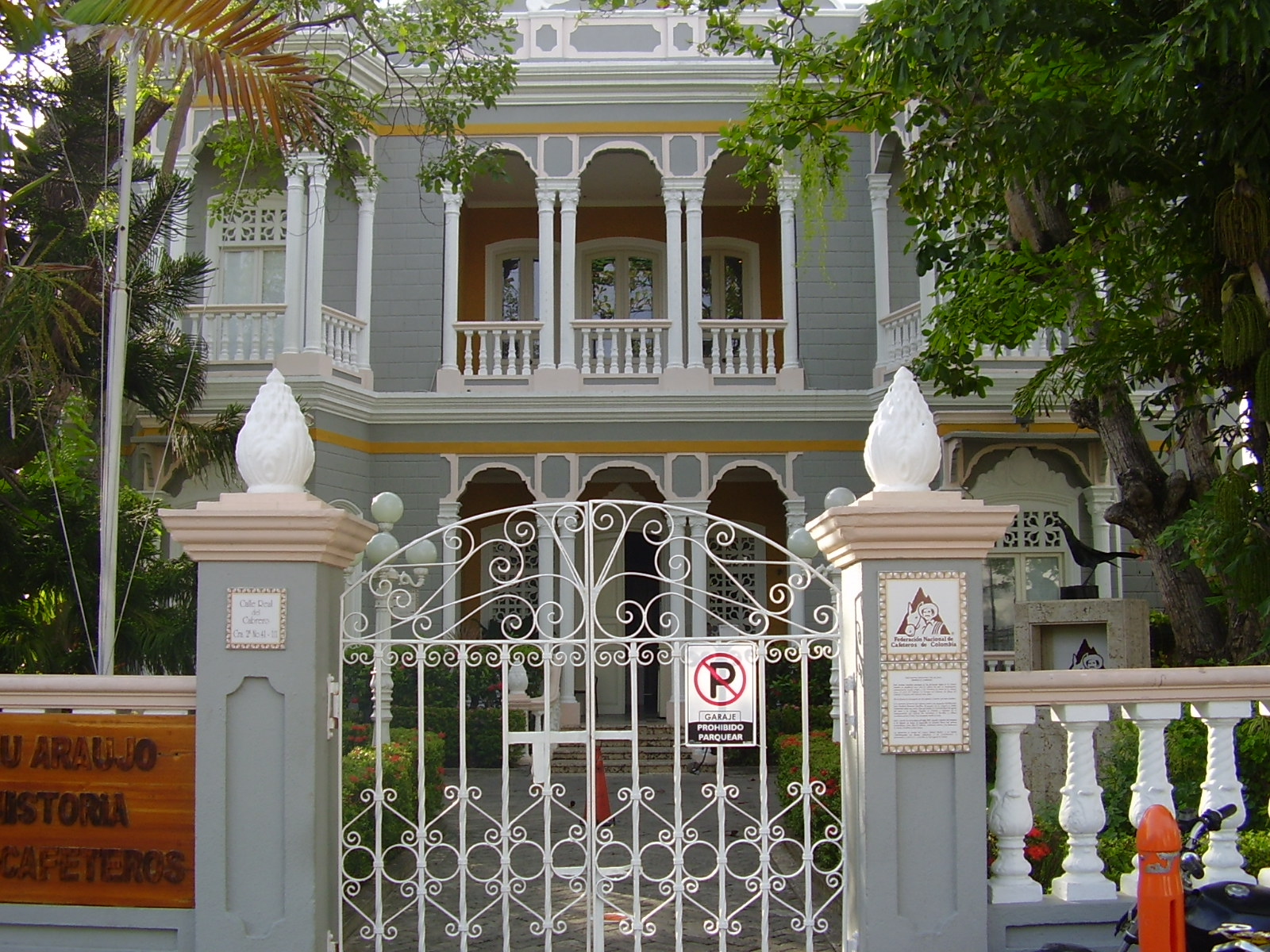
Edificio de la Federación Nacional de Cafeteros de Colombia

En Antioquia, Epifanio Montoya Uribe, un cultivador de café[cita requerida], promovió la creación de una asociación para cuidar los intereses de los cultivadores del café, llamada Unión Cafetera Colombiana. Sus ideas y esfuerzos en la asociación fueron bien recibidos por la industria y la institución se mantuvo y prosperó.
El 25 de agosto de 1920, el primer Congreso Nacional de productores de café se convocó en la Bogotá, promovido y patrocinado por la Sociedad de Agricultores de Colombia, SAC. Este primer congreso fue presidido por Epifanio Montoya. Otros dignatarios que asistieron a este evento fueron el general Ramón González Valencia, el general Alfredo Vázquez Cobo (candidato presidencial), Antonio Samper (presidente de la SAC), Tulio Ospina Vásquez, José de Jesús Salazar, Germán del Corral, Luis Montoya Santamaría, Gabriel Ortiz Williamson y Lucas Caballero. Allí se sentaron las bases para la organización exitosa y el establecimiento de la Federación Nacional de Cafeteros de Colombia. La magnitud de los temas estudiados y los desafíos que enfrentaron los delegados eran abrumadores, y finalmente, el evento se suspendió sin ninguna resolución aprobada. No obstante, los delegados regresaron con la intención de crear una asociación de comercio nacional capaz de proteger a la industria y guiar a sus miembros.
El primer Congreso Nacional de Cultivadores de Café, tomó siete años en materializarse. Pero en junio de 1927, la Sociedad Antioqueña de Agricultores, SAA, decidió hacer un segundo esfuerzo para tratar de organizar y reestructurar los cultivadores de café. Por lo tanto, el segundo Congreso Nacional de Cafeteros de Colombia se convocó en Medellín. El orador principal fue el expresidente Carlos Eugenio Restrepo, quien dio el discurso de apertura. Veintinueve delegados participaron en este Congreso y varios dignatarios de la élite política y económica de la nación y entre ellos dos de los hijos de Tulio Ospina Vásquez, Rafael Ospina Pérez (presidente de la SAA) y Mariano Ospina Pérez, futuro presidente de Colombia. Otros participantes fueron Daniel Uribe Botero (Vicepresidente de la SAA), Epifánio Montoya, Julio C. Gaitán, Pedro Bernal Escobar y Joaquín Santamaría.
Al final de las deliberaciones, el segundo Congreso Nacional de Productores de Café acordó establecer la Federación Nacional de Cafeteros de Colombia, como una asociación de comercio, entidad privada y organización sin fines de lucro.
Pocos meses más tarde, el Congreso de la República aprobó la ley 76, que le dio a la Federación Nacional de Cafeteros la autoridad para administrar y gestionar todos los ingresos de estos. Por lo tanto, la Federación y el Gobierno Nacional firmaron un contrato, el 15 de octubre de 1928, por el cual el Gobierno se vio obligado a transferir a la Federación todos los ingresos generados por este impuesto. Estos ingresos impulsaron y fortificaron a la Federación, y también fueron utilizados para crear el Fondo Nacional del Café.
En 1928, el primer comité regional se estableció como Comité de Cafeteros de Antioquia. Mariano Ospina Pérez fue su primer Presidente y el primer registrado como miembro de la asociación.

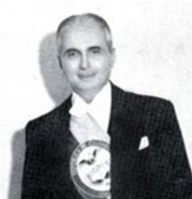
Mariano Ospina Pérez fue presidente de la República entre 1946-1950 y director general de la FNC de 1930–1934.

La primera junta directiva de la recién organizada Federación se reunió en Bogotá, el 3 de agosto de 1929. Los primeros miembros fueron Mariano Ospina Vásquez, Alberto Camilo Suárez, Gabriel Ortiz Williamson, Carlos Caballero, Jesús del Corral y Mariano Ospina Pérez. Debido a los conocimientos y la experiencia de la industria del café, adquirida mediante la ejecución de su propio negocio de café, Mariano Ospina Pérez fue convocado por el ministro de Industria, Francisco J. Chaux y por el presidente Enrique Olaya Herrera para presidir el cuarto congreso de la federación, en diciembre de 1930. Ospina Pérez fue elegido por el voto unánime de los delegados, como director general, cargo en el que permaneció hasta 1934.
En la elección de los miembros del Consejo de administración en, 1954, Ospina Pérez fue elegido presidente del Consejo de Administración. En virtud de Ospina Pérez fue élegida, la "Federación Nacional de Cafeteros de Colombia" con un éxito consolidado, en la industria del café de la nación y promovió en los mercados mundiales con gran efecto. Colombia se convirtió en el mayor productor cafeto arábigo en el mundo. Él sentó una base muy sólida, de una empresa corporativa, y hoy en día, la Federación Colombiana de café Junta y apoya a cerca de 500.000 caficultores independientes y pequeños agricultores.

## Representación de los Cafeteros
La FNC es una entidad privada y de carácter federado, por lo tanto, tiene una estructura administrativa y una gremial.

### El gremio
Como ente gremial y administrador de los recursos del Fondo Nacional del Café (FoNC), la orientación de la Federación en los distintos niveles jerárquicos se ejerce por medio los siguientes órganos:
- Más de 340 mil cafeteros agremiados
- Empresa privada

Como empresa privada, la estructura organizacional de la FNC desarrolla e implementa iniciativas, proyectos y programas alineados con la estrategia de sostenibilidad para poder hacer realidad la entrega de los bienes públicos y aumentar los beneficios entregados al caficultor colombiano y sus familias.
La Federación ha sido el principal gremio de Colombia, con presencia en todas las zonas rurales donde se produce café en el país. Su eje central es el productor de café y su familia, de forma que su negocio sea sostenible, que las comunidades cafeteras fortalezcan su tejido social y que el café colombiano siga siendo considerado como el mejor del mundo.

## Funciones de la Federación Nacional
Además de representar los intereses de los caficultores colombianos a nivel nacional e internacional, en la FNC realizamos las siguientes actividades:
Ofrecer a los cafeteros del país la garantía de compra
Mediante una amplia red de cooperativas -aliados claves-, garantizamos a los productores la compra permanente de su café al mejor precio base de mercado, calculado de forma transparente, con pago de contado, en lugares cercanos a sus fincas y todos los días del año. 
Promover el consumo del café colombiano
Nuestro objetivo es posicionar el café colombiano en el mercado nacional e internacional como una gran experiencia de consumo por ser un producto altamente deseado por clientes y consumidores finales. Esto debido sus altos estándares de calidad y adicionalmente a las maravillosas historias detrás de las familias caficultoras colombianas.
Investigar y transferir tecnología
Los cafeteros de Colombia, a través de la FNC, cuentan con el Centro Nacional de Investigaciones de Café (Cenicafé), que genera conocimientos y tecnologías competitivas y sostenibles enfocadas en aumentar la productividad, competitividad y rentabilidad de la caficultura del país, los cuales son transferidos a todos los cafeteros por medio del Servicio de Extensión.
Desarrollar extensión rural
Mediante procesos educativos y, a través del Servicio de Extensión, facilitamos a los caficultores, la transferencia de tecnología contribuyendo a la rentabilidad de la caficultura y al bienestar del caficultor, su familia y la comunidad, promoviendo la participación en programas técnicos, económicos, ambientales y sociales.
Gracias a la eficacia y transparencia con que la FNC ejecuta proyectos para el caficultor en las dimensiones económica, social, ambiental y de gobernanza, nos hemos convertido en un aliado clave de entidades públicas y privadas de carácter nacional e internacional en la ejecución de proyectos que impactan el bienestar y el desarrollo de amplias zonas rurales del país.
Garantizar la calidad del café colombiano
Por delegación del Gobierno nacional y de acuerdo con la Ley 9 de 1991, con el Capítulo XIII del Decreto 1165 de 2019 y con base en lo previsto en el Decreto 1714 de 2009 del Ministerio de Comercio, Industria y Turismo y la Resolución reglamentaria n.º 05 de 2015 del Comité Nacional de Cafeteros de Colombia, la FNC es la entidad encargada de llevar el Registro Nacional de Exportadores de Café y de establecer los requisitos para la inscripción de tostadoras, trilladoras y fábricas de café soluble en Colombia.

## Enlaces de interés
- Café de Colombia
- Juan Valdez Café Archivado el 24 de enero de 2021 en Wayback Machine.
- Comités Departamentales de Cafeteros
- Agrocafé
- Almacafé
- Buencafé
- Cafecert
- Centro Nacional de Investigaciones del Café - Cenicafé
- Centro de Estudios Regionales Cafeteros y Empresariales - CRECE
- Fundación Ecológica Cafetera
- Fundación Manuel Mejía
- Paisaje Cultural Cafetero de Colombia Archivado el 20 de abril de 2020 en Wayback Machine.